# Keiron Le Grice
Keiron Le Grice es profesor de psicología profunda y cosmología arquetipal, y presidente de la especialización en estudios junguianos y arquetipales del Pacifica Graduate Institute, Santa Bárbara, California, donde imparte cursos sobre arquetipos, individuación, alquimia, sincronicidad e historia de la psicología profunda.

## Biografía
Fue educado en la Universidad de Leeds, Inglaterra (B.A. con honores, filosofía y psicología) y en el California Institute of Integral Studies (CIIS) (Instituto de Estudios Integrales de California) en San Francisco (M.A., Ph.D., filosofía y religión).
Es autor, entre otras obras, de The Archetypal Cosmos (El cosmos arquetipal), Discovering Eris (Descubriendo a Eris), The Rebirth of the Hero (El renacimiento del héroe), Archetypal Reflections (Reflexiones arquetipales) y The Lion Will Become Man (El león se convertirá en hombre). Fue así mismo coeditor de Jung on Astrology (La astrología en Jung), una compilación de los escritos de Jung sobre este tema.
Keiron ayudó a establecer el campo de la cosmología arquetipal, y es fundador y antiguo coeditor de Archai: The Journal of Archetypal Cosmology, actualmente asesor editorial senior.
En 2016, cofundó el Institute of Transpersonal and Archetypal Studies (ITAS) (Instituto de Estudios Transpersonales y Arquetipales) con colegas de Estados Unidos y Reino Unido.
Ha editado varios libros para Muswell Hill Press en Londres, y también ha enseñado para el CIIS y el Grof Transpersonal Training.
Keiron vive en el área de la Bahía de San Francisco con su esposa, Kathryn, y su hijo de nueve años, Lukas.

## Obra

### Libros
- The Archetypal Cosmos (El cosmos arquetipal, 2010; traducido en español por Ediciones Atalanta, 2018)[10][11][12]
- Discovering Eris (Descubriendo a Eris, 2012)
- The Rebirth of the Hero (El renacimiento del héroe, 2013)
- Archetypal Reflections (Reflexiones arquetipales, 2016)
- "The Metamorphosis of the Gods: Archetypal Astrology and the Transformation of the God-image in the Red Book" ("La metamorfosis de los dioses. Astrología arquetipal y la transformación de la imagen de Dios en el Libro Rojo", en Jung’s Red Book for Our Times (Chiron Publications, 2020).
- The Lion Will Become Man (El león se convertirá en hombre, 2023)
- The Way of the Archetypes: Universal Principles in Human Experience (El camino de los arquetipos. Principios universales en la experiencia humana), tres volúmenes (2024):

1. Volume I: Universal Principles and Individuation
2. Volume II: Saturn and Neptune in Psychology, Spirituality, and Culture
3. Volume III: Pluto and Uranus in Psychology, Spirituality, and Culture

### Coedición
- Archai: The Journal of Archetypal Cosmology
- Jung on Astrology (2017; traducido en español por Editorial Trotta como Escritos sobre astrología, 2025)

## Edición en español
- C. G. Jung (2025).  Keiron Le Grice y Safron Rossi, ed. Escritos sobre astrología. Traducción Luciano Elizaincín. Rústica, 304 páginas. Madrid: Editorial Trotta. ISBN 978-84-1364-309-0.
- Le Grice, Keiron (2018). El cosmos arquetipal. El redescubrimiento de los dioses en la mitología, la ciencia y la astrología. Traducción Antonio Rivas Gonzálvez, cartoné, 472 páginas, colección Imaginatio vera. Vilaür: Ediciones Atalanta. ISBN 978-84-947297-6-8.